# Olijfkleurige gordijnzwam
De olijfkleurige gordijnzwam (Cortinarius infractus) is een schimmel behorend tot de familie Cortinariaceae. De paddenstoel is oneetbaar. De schimmel produceert roet-olijf-vruchtlichamen met kleverige hoeden met een diameter tot 13 cm. Hij vormt ectomycorrhiza met Fagus en eiken (Quercus). Hij komt hoofdzakelijk voor in lanen, maar ook in loofbossen op kalk- en voedselrijke klei of leem.

## Kenmerken
Hoed
De vlezige hoed is 5 tot 12 cm breed, gebogen om te spreiden en wordt vaak al snel slap. Vaak is de hoed ook breed gewelfd en de hoedrand abrupt afgeschuind. Het oppervlak verschijnt meestal in vrij sombere donkere olijfgrijze tot olijfbruine kleuren. Soms is er ook een vage violette glans te zien. De hoedhuid is fijn ingegroeid vezelig, nat vettig en droog bijna glanzend en afpelbaar.
Lamellen
De smalle, matig uit elkaar geplaatste lamellen zijn uitpuilend en vastgemaakt aan de steel. Ze zijn donker roet-olijf tot donkerbruin als ze jong zijn en roestbruin tot olijfzwart als ze ouder zijn. Tussen de lamellen bevinden zich talloze tussenlamellen. De randen zijn vaak wat lichter van kleur en fijn gekerfd. 
Steel
De stevige steel is 3 tot 8 cm lang en tot 1 tot 2 cm breed. Het is meestal cilindrisch, maar kan ook een sleutelbeen, verdikte of puntige basis hebben. Het steeloppervlak is lichtbruin of gekleurd in de verschillende tinten van de hoed, de steelpunt kan soms een violette tint hebben. De gordijn is olijfbruin.
Geur en smaak
Het volle, stevige vruchtvlees is tot 2 cm dik in de hoed. Het is witachtig tot grijs en heeft soms een blauwachtige tint. Het vruchtvlees smaakt erg bitter en heeft een nogal onopvallende geur.
Sporenprint
De sporenprint is bordeaux/roestbruin.
Sporen
De korte ellipsvormige tot ronde en wratachtige sporen zijn 7-8, soms tot 10 µm lang en 5,5-6,5 µm breed. Cystidia zijn afwezig of hebben een onopvallende vorm.

## Verspreiding
De olijfkleurige gordijnzwam komt voor in Noord-Amerika (Verenigde Staten) en Europa. In West-, Midden- en Zuid-Europa, evenals in Zuid-Noord-Europa, is het wijdverbreid en verspreid tot plaatselijk aangetroffen. Daarnaast komt de soort verspreid tot zelden voor in Oost-Europa, Noorwegen en Finland. In Duitsland komt het vaker voor in het zuiden, in het zuiden van Nedersaksen en Thüringen. 
In Nederland komt hij vrij algemeen voor. Hij staat niet op de rode lijst en is niet bedreigd.

## Foto's

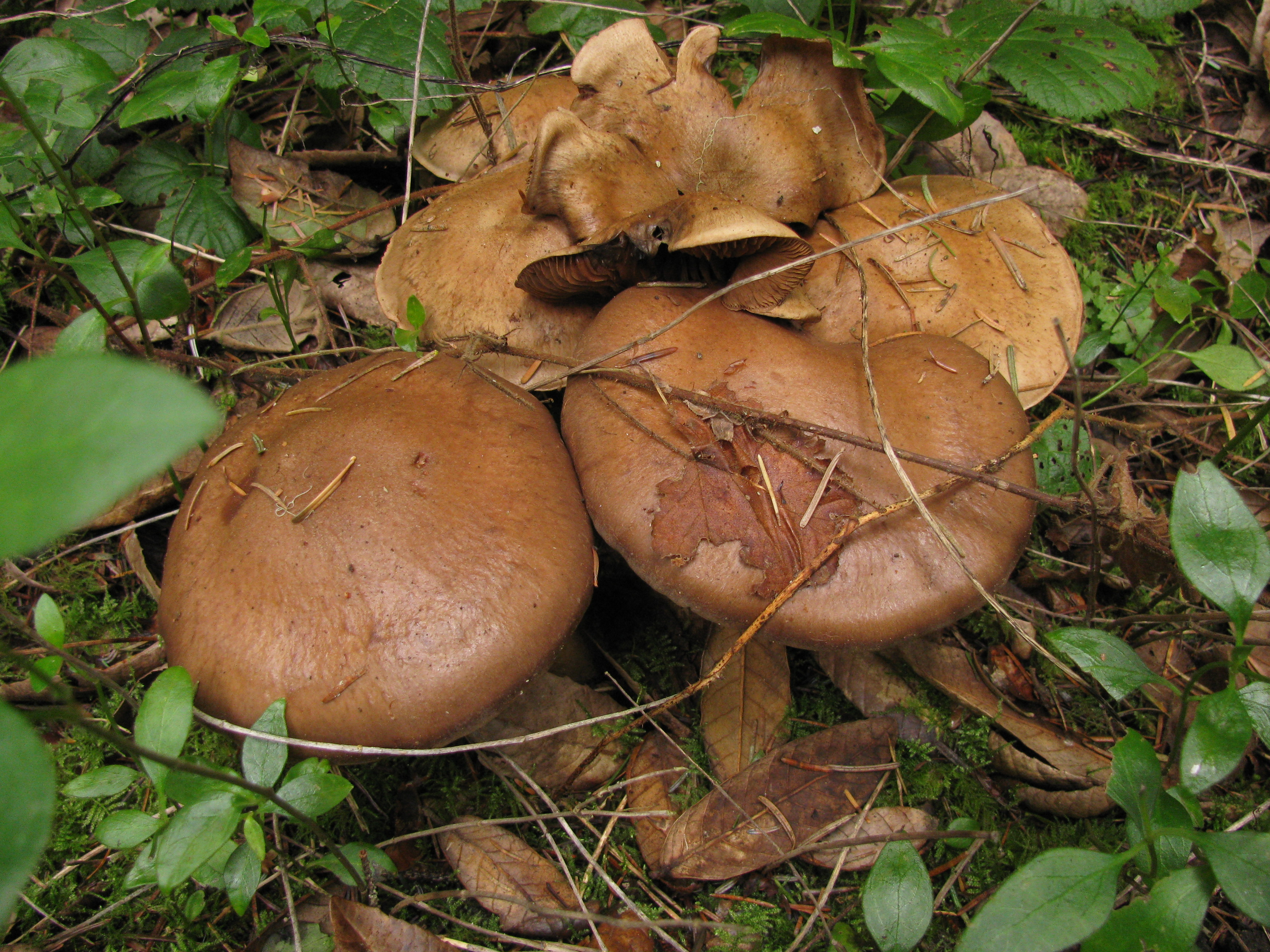
Hoed
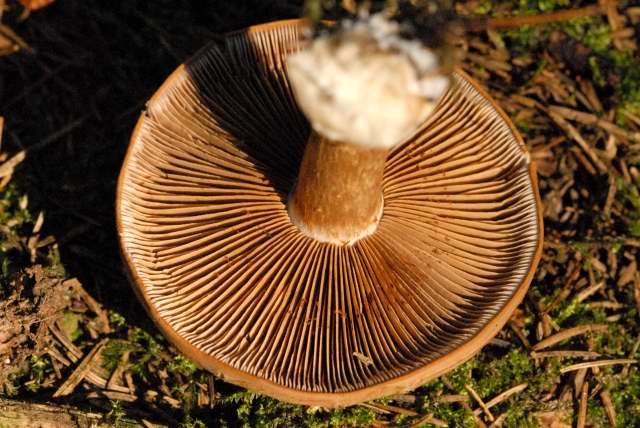
Lamellen